# Туркотин
Туркотин (укр. Туркотин) — село в Глинянской городской общине Львовского района Львовской области Украины.
Население по переписи 2001 года составляло 181 человек. Занимает площадь 0,911 км². Почтовый индекс — 80725. Телефонный код — 3265.